# Släkters gång
Släkters gång (originaltitel: Slekters gang) är en norsk roman från 2015 av Jan Kjærstad. Den gavs ut i svensk översättning 2016 av bokförlaget Atlantis. Romanen utspelar sig huvudsakligen i Oslo, men även i andra delar av Norge och världen, under hela 1900-talet och fram till början av 2010-talet. Handlingen inbegriper ett stort antal levande och döda verkliga personer, men fokuserar på den fiktiva släkten Bohre och i synnerhet Rita Bohre, född strax före sekelskiftet mellan 1800- och 1900-talet. Berättelserna omges av en ramberättelse där huvudpersonerna är ett forskarlag som på 4000-talet (e.Kr.) försöker återskapa romangenren och genom den utforska händelser från tiden före Norges och Europas undergång.